# 1434

## Починали
- Владислав II, велик княз на Литва, крал на Полша